# Rise of Nations
Rise of Nations (hr. Buđenje nacija) je strateška računalna igra kombiniranog tipa, što znači da su u njoj prožeta dva tipa strateške igre, a to su igra na poteze i igra u realnom vremenu. Vremenski, igra je smještena u razdoblje od 6000 godina čovjekove povijesti; od ranog starog vijeka do doba informacija. Igra ima dobru grafiku, ali je i veoma obimna i zahtjevna, jer je zastupljen veliki broj naroda, teritorija i resursa. Igra ima i podnaslov : Rise of Nations - Thrones and Patriots. Ovaj podnaslov donosi nove narode, građevine i tehnologije, međutim, potrebno je imati instaliran sam Rise of Nations, kako biste mogli instalirati i igrati Rise of Nations - Thrones and Patriots. Osim ovoga postoji i "autonomni" podnaslov: Rise of Legends, čija se radnja zbiva u nestvarnom svijetu Aio.

## Mehanika dijela igre na poteze
Pred igračem se nalazi karta svijeta podijeljena na teritorije. Njegova nacija ima jednu ili dvije teritorije, a krajnji cilj je da kontrolira 90 % svijeta. Teritoriji nose rijetke resurse, nove vojske i danke. Igrač napada jedan po jedan teritorij, a zatim je osvaja u realnom dijelu igre. Ova kombinacija se pokazala kao pun pogodak za sve ljubitelje strateških računalnih igara. Igraču su na pomoći i savjetnici koji mu daju svoje mišljenje o teritoriji koju želi osvojiti, te karte koje se dijele na:
- plave: koriste se u realnom dijelu igre.
- crvene: koriste se u dijelu igre na poteze, ali i u realnom dijelu.

Rijetki resursi koje sa sobom nose osvojene teritorije imaju trajnu vrijednost, dakle iskoristivi su u svakoj misiji koja za cilj ima pokoravanje neprijatelja. Vojske također imaju trajnu vrijednost. Međutim, danak u novcu vrijedi samo jednom, nakon osvojenja teritorije. Da bi osvojio teritorije odvojene morem (otoci, kontinenti...) igrač prvo mora osvojiti teritorije koje su povezane pomorskim putovima povezane s potonjim. (Na karti svijeta ti putovi su označeni crticama). Važan čimbenik igre je:

#### Diplomacija
Diplomacija u ovoj igri predstavlja umijeće komunikacije s drugim nacijama. Ono se ogleda u potezima igrača u dijelu igre na poteze. Igru je moguće završiti i bez diplomacije, ali je mnogo lakše sklapati saveze s drugim nacijama, kupovati od njih teritorije, ili jednostavno vršiti razmjenu resursa i teritorija. Ako nacija saveznik graniči s teritorijom koju igrač želi osvojiti, i ona će sudjelovati u bitci, ili će barem poslati vojnu i materijalnu pomoć. S njenim učešćem u bitci, igrač ima otvorene nove trgovačke veze, čime zarađuje mnogo novca, ali i vojnu i materijalnu pomoć, koja nikada nije na odmet.   

## Mehanika realnog dijela igre
Mehanika realnog dijela igre je prilično komplicirana, a sastoji se od dvije osnovne komponente:

#### Grad
Grad je osnova za razvoj nacije u velikom broju misija. Igrač prvo razvija glavni grad, a zatim gradi druge gradove, najviše 9 gradova. Pored glavnog, poželjno i preporučljivo je razviti još dva grada. Novi gradovi mogu biti osnovani unutar nacionalne granice ili na teritoriji koja je morem odvojena od nacionalne, s tim da tada grad mora biti u blizini obale, a komunikacija je moguća samo izgradnjom luke. Svaki grad koji pripada igračevoj naciji zaista postoji, ili je postojao, pa ako igrate s Francuzima, imat ćete priliku izgraditi vlastiti Pariz, Lyon, Bordeaux i mnoge druge. U gradu postoje četiri vrste građevina:
1. gospodarske: farma, drvosječa, rudnik, naftna platforma, silos, pilana, topionica i rafinerija nafte
2. civilne: grad, hram (crkva, džamija, stupa...), sveučilište i knjižnica (u Rise of Nations - Thrones and Patriots javlja se i senat, koji glavni grad čini apsolutnim središtem nacije)
3. vojne: kasarna, konjušnica (kasnije: auto-tvornica), radionica (radi katapulte, topove, tenkove), toranj (kasnije bunker), osmatračnica (kasnije: raketni bacač), tvrđava (kasnije: dvorac, utvrda), nuklearni silos i luka
4. čuda: Piramida, Kolos s Rodosa, Koloseum, Semiramidini viseći vrtovi, Hram Tikala, Vojska od terakote, Porculanski toranj, Zabranjeni grad, Angkor Watt, Crvena tvrđava, Tajj Mahal, Versailles, Eifellov toranj, Svemirski program, i mnoga druga čuda svjetske arhitekture.

#### Gospodarstvo
Pri razvijanju grada, posebno glavnog (u igri označen zvjezdicom), igrač prvo mora razviti slabo gospodarstvo kojim započinje igru. Gospodarstvo se zasniva na dvije grupe resursa:
- osnovni resursi, bez kojih je razvoj nemoguć, a vrlo su dostupni i dostatni. To su: hrana, drvo, kovina, novac i znanje, a nakon industrijalizacije vašeg grada dostupna i neophodna vam postaje i nafta. Prikupljanje resursa iziskuje veliki broj građana, radnika, koje morate useljavati u svoj grad.

1. hranu igrač prikuplja gradeći farme i silos u gradu. Također, hranu može prikupljati gradeći ribarske brodice za ribolov i lov na kitove. U jednom gradu je moguće izgraditi 5 farmi.
2. drvo igrač prikuplja gradeći drvosječe kod šuma i pilanu u gradu.
3. kovina igrač prikuplja gradeći rudnike kod planina i topionicu u gradu.
4. novac igrač prikuplja razvijajući gradove, gradeći u njima tržnice i uspostavljajući trgovinske veze među njima. Na tržnicama igrač vrši kupoprodaju resursa, te tako zarađuje odnosno troši novac. Porez se uvodi putem hramova, a proporcionalan je površini teritorija koju igrač posjeduje. Što više istražuje polje oporezivanja u hramu, to su porezi veći.
5. znanje igrač prikuplja gradeći sveučilišta i knjižnice u svojim gradovima. U knjižnici se istražuju nova saznanja i tehnologije na pet polja: vojno, političko, gospodarstveno i znanstveno, dok peto polje predstavlja prijelaz u novo doba (npr.: iz antičkog doba u srednji vijek i sl.). U sveučilištu se razvijaju nove znanstvene metode, koje povećavaju nivo stečenog znanja u vašoj naciji.
6. nafta postaje dostupna industrijalizacijom. Pojavljuju se izvori nafte ispod kamenja i na dnu mora. Igrač ju prikuplja gradeći naftne platforme na ovim izvorima, te gradeći rafinerije nafte u svojim gradovima.

- Rijetki resursi, kojih po misiji ima najviše 10. Igrači se bore za prevlast nad što više ovakvih resursa, kako bi iskoristili brojne korisne bonuse koje oni daju. Iskorištavaju se obučavanjem zastupnika na tržnicama, koji onda grade svoje male tvrtke koje preuzimaju koncesiju nad rijetkim resursom. Popis ovih resursa je veoma dug, a neki od njih su: opsidijan, dragulji, dijamanti, pamuk, svila, bakar, jantar, konji, goveda, vuna (ovce), kitovi, duhan, starine, aluminij, guma, titan, uran i mnogi drugi.
- Ruševine nisu resursi, već mjesta koja skrivaju određeni iznos neke vrste resursa (osim nafte). Istraživanjem mape na kojoj se vodi bitka, vaš istraživač naići će na rruševine, te uzeti iz njih resurse koji su tu skriveni. Tada one nestaju. Ruševine mogu biti vrlo korisne u oskudici resursa, zato igrač treba što prije započeti s istraživanjem mape, a krajnji cilj je otkriti položaj protivnikovog glavnog grada.

#### Vojska
Vojska je neophodna za širenje teritorija i pokoravanje drugih nacija. Obučava se i razvija u vojnim građevinama, od bacača koplja do moćnih vojnika sa strojnicama. Čine je:
1. kopnena vojska: razna pješaštvo, konjica, odnosno tenkovi i oružja za opsade, te generali i špijuni
2. mornarica: razni brodovi, kasnije i podmornice i nosači aviona
3. zrakoplovstvo: razni avioni, bombarderi, mlažnjaci, helikopteri
4. razorno, otrovno i nuklearno oružje.

#### Istraživanje
Igrač mora veliku pažnju posvetiti istraživanju novih ideja i tehnologija. Istraživanja se dijele na 4 oblasti, po 8 nivoa:
1. vojna
2. politička
3. gospodarska
4. znanstvena.

## Nacije
U igri se javlja čak 18 nacija, od kojih svaka ima neku prednost nad drugima. Neke imaju napadačku, neke obrambenu, a neke gospodarstvenu prednost. Tako Egipćani mogu izgraditi 7 farmi u jednom gradu, dok sve ostale nacije po 5 farmi. Međutim, u igri nema nikakvih nacionalističkih primjesa, tako da sve nacije, bilo Bantu ili Britanci, imaju istu šansu da pokore svijet! Nacije su:
1. Asteci
2. Bantu
3. Britanci
4. Egipćani
5. Francuzi
6. Grci
7. Inke
8. Japanci
9. Kinezi
10. Korejci
11. Maje
12. Mongoli
13. Nijemci
14. Nubijci
15. Rimljani
16. Rusi
17. Španjolci i
18. Turci.

## Rise of Nations: Thrones & Patriots
Thrones and Patriots je ekspanzija u kojem je premijerno izdana za Microsoft Windows 27. travnja 2004. u Sjevernoj Americi, a kasnije je u paketu s Rise of Nations kao Zlatno izdanje, koje je objavljeno za Windows 28. listopada 2004. i za Mac OS X u studenom 2004. Ova ekspanzija proširuje niz značajki u originalnoj igrici kao što su novi spomenici, odnosno svjetska čuda, nova vlada, novo gospodarstvo i nove nacije. 
Igra je i dalje slična Rise of Nations, sa svojim širokim rasponom godina i igrači i dalje upravljaju i šire svoje nacije na makro i mikro razinama. Međutim, Thrones and Patriots ima kampanje koje nude više značajki strategije na poteze od originala i mogućnost donošenja odluka izvan borbe. U igri su dodane razne značajke u pokušaju balansiranja igranja, uključujući dodavanje naoružanih karavana i trgovaca.
Dok se u originalnoj igrici javlja 18 nacija, u ovoj ekspanziji je dodano još 6 nacija tako da ukupno ima 24 nacije koje također imaju neke prednosti. Nacije su:
1. Amerikanci
2. Nizozemci
3. Indijci
4. Iroquois Indijanci
5. Lakota Indijanci i
6. Perzijanci